# Corozal (ort)
Corozal är en ort i Honduras.   Den ligger i departementet Atlántida, i den centrala delen av landet, 200 km norr om huvudstaden Tegucigalpa. Antalet invånare är 2 261.
Terrängen runt Corozal är varierad. Havet är nära Corozal norrut. Runt Corozal är det ganska tätbefolkat, med 52 invånare per kvadratkilometer. Närmaste större samhälle är La Ceiba, 8,3 km sydväst om Corozal. 